# 덱스트로메토르판
덱스트로메토르판(dextromethorphan, DXM 또는 DM 또는 D-Methorphan)은 처방전 없이 구매가 가능한 감기, 기침용 약물이자 기침 억제제로서 대부분 사용되는 약물이다. 시럽, 알약, 스프레이, 목구멍용 트로키제 형태로 판매된다.
진정제, 해리성, 각성제 속성(적은 량 복용 시)을 갖춘 모르피난계 약물에 속한다. 순수 형태에서 덱스트로메토르판은 흰 가루 형태이다.
DXM은 또한 레크리에이션 목적으로도 사용된다. 승인된 양 이상으로 과다 복용할 경우 덱스트로메토르판은 해리성 마취제의 역할을 한다. 여러 작용기서가 있으며 여기에는 비선택적 세로토닌 재흡수 억제제, 시그마-1 수용체 작용제로서의 동작이 포함된다. DXM과 그 주요 대사물질, 덱스트로판 또한 많은 양을 복용할 경우 NMDA 수용체 길항제의 역할을 하며 이는 케타민, 펜시클리딘과 같은 다른 해리성 마취제가 만들어내는 해리성 상태와 비슷한 효과를 내지만 이와는 구별된다.
1949년 특허를 받았으며 1953년 의학용으로 승인되었다.

## 예
Dextromethorphan Hydrobromide Hydrate은 결합형태의 예이다.

## 같이 보기
- 구아이페네신
- 아세트아미노펜